# Denis Kudla
Ne doit pas être confondu avec Denis Kudla (lutte).
Pour les articles homonymes, voir Kudla.
Denis Kudla, né le 17 août 1992 à Kiev, est un joueur de tennis américain, professionnel entre 2010 et 2025.

## Carrière
Né en Ukraine, Denis Kudla arrive à l'âge d'un an à Fairfax en Virginie, ses parents Vladimir et Lucy quittant le pays après la chute de l'URSS. Il commence le tennis à sept ans avec son frère Nikita et la famille s'installe ensuite à Arlington. Il a été formé au Junior Tennis Champions Center de College Park par Frank Salazar.
Numéro 3 mondial en junior, il atteint la finale de l'US Open 2010, battu par Jack Sock. Il a également remporté 11 tournois juniors dont 5 en simple.
Il se révèle en 2011 en atteignant les quarts de finale du tournoi de Newport en battant Ivo Karlović et Grigor Dimitrov alors qu'il n'est classé que 394e mondial. L'année suivante, il se qualifie pour son premier tournoi du Grand Chelem à Melbourne, puis passe un tour à San José et à Indian Wells en battant Tobias Kamke mais s'incline contre Roger Federer au second tour. Il remporte en fin d'année ses deux premiers tournois Challenger à Lexington et Charlottesville.
En 2013, il se distingue en atteignant les quarts de finale au tournoi du Queen's en éliminant Federico Delbonis, Benoît Paire et Kenny de Schepper. Il passe également un tour à Wimbledon en sortant des qualifications et remporte le tournoi de Tallahassee. Peu après son 4e titre acquis à Winnetka en juillet 2014, il déclare souffrir d'une mononucléose, ce qui interrompt sa carrière pendant deux mois.
Denis Kudla refait parler de lui lors de la saison sur gazon en 2015. Finaliste à Surbiton puis vainqueur à Ilkley, il décroche une invitation pour le tournoi de Wimbledon et y atteint les huitièmes de finale en remportant deux matchs en 5 sets. Peu après, il atteint les demi-finales à Atlanta en éliminant Jack Sock au second tour et Dudi Sela en quart. Il finit la saison au 69e rang mondial puis atteint la 53e place en mai de l'année suivante. Après les désistements de John Isner et Sam Querrey, il est intégré à l'équipe américaine pour les Jeux olympiques de Rio où il est battu par le Slovaque Andrej Martin.
Après deux saisons moins fructueuses, il rebondit en 2018, parvenant tout d'abord au second tour de l'Open d'Australie. C'est de nouveau sur gazon qu'il se distingue en s'acheminant jusqu'en demi-finale du tournoi de Halle, opposant une belle résistance au maître des lieux Roger Federer (7-61, 7-5). Il est aussi quart de finaliste à Washington et clôt sa saison au 63e rang grâce à plusieurs qualifications dans des tournois ATP (Cincinnati, Tokyo et Vienne). En 2019, il est quart de finaliste à Stuttgart et réalise son meilleur résultat à l'US Open avec un 3e tour contre Novak Djokovic. En 2021, il se qualifie pour le tournoi de Wimbledon puis écarte Alejandro Davidovich Fokina et Andreas Seppi avant de tomber une nouvelle fois sur Djokovic. Il se distingue encore dans la capitale américaine avec un quart de finale après un succès sur Taylor Fritz notamment.
En 2022, il décroche le titre le plus important de sa carrière à Phoenix contre Daniel Altmaier et s'impose aussi en double avec Treat Huey. Il enchaîne avec un 3e tour au Masters de Miami. Début juin, il est finaliste à Surbiton. En 2023, il est sélectionné en Coupe Davis face à l'Ouzbékistan et remporte un simple sans enjeu. Il met fin à sa carrière lors de l'United Cup 2025 qui est remporté par l'équipe américaine. Il joue et gagne son dernier match en demi-finale en double mixte avec Desirae Krawczyk. Il rejoint ensuite le staff de Reilly Opelka.
Jamais titré ni finaliste sur le circuit ATP, Kudla compte cependant à son palmarès neuf tournois Challenger en simple dont huit sur le continent américain et autant en double.

## Parcours dans les tournois duGrand Chelem

### En simple
| Année | Open d'Australie | Open d'Australie | Internationaux de France | Internationaux de France | Wimbledon       | Wimbledon      | US Open         | US Open           |
| ----- | ---------------- | ---------------- | ------------------------ | ------------------------ | --------------- | -------------- | --------------- | ----------------- |
| 2012  | 1er tour (1/64)  | Tommy Haas       | —                        | —                        | —               | —              | 1er tour (1/64) | Marcel Granollers |
| 2013  | —                | —                | 1er tour (1/64)          | Jan Hájek                | 2e tour (1/32)  | Ivan Dodig     | 2e tour (1/32)  | Tomáš Berdych     |
| 2014  | 1er tour (1/64)  | Florian Mayer    | —                        | —                        | 2e tour (1/32)  | Kei Nishikori  | —               | —                 |
| 2015  | 1er tour (1/64)  | Feliciano López  | —                        | —                        | 1/8 de finale   | Marin Čilić    | 1er tour (1/64) | Jürgen Melzer     |
| 2016  | 2e tour (1/32)   | Andreas Seppi    | 1er tour (1/64)          | Dušan Lajović            | 1er tour (1/64) | Damir Džumhur  | 1er tour (1/64) | A. Giannessi      |
|       |                  |                  |                          |                          |                 |                |                 |                   |
| 2018  | 2e tour (1/32)   | Dominic Thiem    | 1er tour (1/64)          | Damir Džumhur            | 1er tour (1/64) | Lucas Pouille  | 2e tour (1/32)  | J. M. del Potro   |
| 2019  | 2e tour (1/32)   | D. Schwartzman   | 1er tour (1/64)          | M. Kecmanović            | 2e tour (1/32)  | Novak Djokovic | 3e tour (1/16)  | Novak Djokovic    |
| 2020  | —                | —                | —                        | —                        | Annulé          | Annulé         | 1er tour (1/64) | Marin Čilić       |
| 2021  | —                | —                | —                        | —                        | 3e tour (1/16)  | Novak Djokovic | 2e tour (1/32)  | Oscar Otte        |
| 2022  | 1er tour (1/64)  | Karen Khachanov  | 1er tour (1/64)          | Jason Kubler             | 1er tour (1/64) | Lorenzo Sonego | 1er tour (1/64) | Karen Khachanov   |
| 2023  | 2e tour (1/32)   | Ugo Humbert      | —                        | —                        | —               | —              | —               | —                 |

N.B. : à droite du résultat se trouve le nom de l'ultime adversaire.

### En double messieurs
| Année | Open d'Australie          | Open d'Australie             | Internationaux de France   | Internationaux de France    | Wimbledon                   | Wimbledon                | US Open                    | US Open                  |
| ----- | ------------------------- | ---------------------------- | -------------------------- | --------------------------- | --------------------------- | ------------------------ | -------------------------- | ------------------------ |
| 2011  | —                         | —                            | —                          | —                           | —                           | —                        | 1er tour (1/32) S. Johnson | M. Melo B. Soares        |
|       |                           |                              |                            |                             |                             |                          |                            |                          |
| 2013  | —                         | —                            | —                          | —                           | 1er tour (1/32) T. Smyczek  | A. Begemann M. Emmrich   | 2e tour (1/16) A. Krajicek | P. Cuevas H. Zeballos    |
|       |                           |                              |                            |                             |                             |                          |                            |                          |
| 2015  | —                         | —                            | —                          | —                           | —                           | —                        | 1er tour (1/32) T. Smyczek | J. S. Cabal Robert Farah |
| 2016  | 1er tour (1/32) B. Baker  | Oliver Marach Fabrice Martin | 2e tour (1/16) J. Peralta  | P.-H. Herbert N. Mahut      | 1er tour (1/32) R. Berankis | S. González Scott Lipsky | 1er tour (1/32) D. Novikov | Robin Haase Artem Sitak  |
|       |                           |                              |                            |                             |                             |                          |                            |                          |
| 2019  | 2e tour (1/16) S. Johnson | Radu Albot Malek Jaziri      | 1er tour (1/32) S. Johnson | Daniel Evans C. Norrie      | —                           | —                        | —                          | —                        |
|       |                           |                              |                            |                             |                             |                          |                            |                          |
| 2022  | —                         | —                            | 1er tour (1/32) Ruusuvuori | Łukasz Kubot Roger-Vasselin | 1/4 de finale Jack Sock     | J. S. Cabal Robert Farah | 1er tour (1/32) F. Tiafoe  | A. Bublik Holger Rune    |
| 2023  | —                         | —                            | —                          | —                           | —                           | —                        | 1/8 de finale Vasil Kirkov | Ivan Dodig A. Krajicek   |

N.B. : le nom du partenaire se trouve sous le résultat ; le nom des ultimes adversaires se trouve à droite.

### En double mixte
| Année | Open d'Australie | Open d'Australie | Internationaux de France | Internationaux de France | Wimbledon                  | Wimbledon             | US Open                | US Open                   |
| ----- | ---------------- | ---------------- | ------------------------ | ------------------------ | -------------------------- | --------------------- | ---------------------- | ------------------------- |
| 2016  | —                | —                | —                        | —                        | 1er tour (1/32) L. Chirico | H. Watson H. Kontinen | —                      | —                         |
|       |                  |                  |                          |                          |                            |                       |                        |                           |
| 2019  | —                | —                | —                        | —                        | —                          | —                     | 1/8 de finale J. Brady | D. Schuurs H. Kontinen    |
|       |                  |                  |                          |                          |                            |                       |                        |                           |
| 2023  | —                | —                | —                        | —                        | —                          | —                     | 1/8 de finale A. Parks | A. Danilina H. Heliövaara |

N.B. : le nom de la partenaire se trouve sous le résultat ; le nom des ultimes adversaires se trouve à droite.

## Parcours dans lesMasters 1000
| Année | Indian Wells          | Miami                 | Monte-Carlo       | Madrid            | Rome | Canada             | Cincinnati            | Shanghai | Paris |
| ----- | --------------------- | --------------------- | ----------------- | ----------------- | ---- | ------------------ | --------------------- | -------- | ----- |
| 2012  | 2e tour R. Federer    | 1er tour A. Veić      | —                 | —                 | —    | —                  | —                     | —        | —     |
|       |                       |                       |                   |                   |      |                    |                       |          |       |
| 2015  | 1er tour N. Kyrgios   | —                     | 1er tour B. Paire | —                 | —    | 1er tour D. Young  | 1er tour V. Pospisil  | —        | —     |
| 2016  | 2e tour Kohlschreiber | 2e tour M. Raonic     | —                 | 2e tour D. Ferrer | —    | 1er tour Jack Sock | —                     | —        | —     |
|       |                       |                       |                   |                   |      |                    |                       |          |       |
| 2018  | —                     | —                     | —                 | —                 | —    | —                  | 1er tour Nick Kyrgios | —        | —     |
| 2019  | 1er tour Y. Nishioka  | 1er tour R. Carballés | —                 | —                 | —    | —                  | 1er tour L. Pouille   | —        | —     |
|       |                       |                       |                   |                   |      |                    |                       |          |       |
| 2021  | 1er tour A. Tabilo    | 2e tour H. Hurkacz    | —                 | —                 | —    | —                  | —                     | n.o.     | —     |
| 2022  | —                     | 3e tour T. Kokkinakis | —                 | —                 | —    | —                  | —                     | n.o.     | —     |
| 2023  | —                     | 1er tour C. Eubanks   | —                 | —                 | —    | —                  | —                     | —        | —     |
| 2024  | 1er tour C. Lestienne | —                     | —                 | —                 | —    | —                  | —                     | —        | —     |

N.B. : sous le résultat se trouve le nom de l’ultime adversaire.

## Classements ATP en fin de saison
| Année          | 2008 | 2009 | 2010 | 2011 | 2012 | 2013 | 2014 | 2015 | 2016 | 2017 | 2018 | 2019 | 2020 | 2021 | 2022 | 2023 | 2024 |
| Rang en simple | 1215 | 1062 | 492  | 276  | 140  | 115  | 121  | 69   | 132  | 174  | 63   | 114  | 114  | 105  | 109  | 164  | 264  |
| Rang en double | –    | 1024 | 546  | 474  | 347  | 268  | 311  | 795  | 225  | 174  | 201  | 274  | 291  | 296  | 295  | 204  | 542  |

Source : (en) Classements de Denis Kudla sur le site officiel de la Fédération internationale de tennis